# Epiphragma (Epiphragma) nigripleuralis
Epiphragma (Epiphragma) nigripleuralis is een tweevleugelige uit de familie steltmuggen (Limoniidae). De soort komt voor in het Neotropisch gebied.